# Marie de Gournay
Marie de Gournay (Parigi, 6 ottobre 1565 – Parigi, 13 luglio 1645) è stata una scrittrice e filosofa francese.
È grazie ai movimenti femministi della fine del XX secolo che questa donna notevole, femminista in anticipo sui tempi, "figlia acquisita" di Michel de Montaigne, è stata riconosciuta come scrittrice, filologa, traduttrice, poetessa e filosofa a pieno titolo.

## L'infanzia
Marie Le Jars nacque a Parigi il 6 ottobre 1565.

Suo padre, Guillaume Le Jars, acquistò un castello ed il terreno circostante a Gournay-sur-Aronde, prima di morire nel 1578. Marie aveva all'epoca 13 anni, ed era la maggiore di 6 figli.

Sua madre, Jeanne de Hacqueville, decise di stabilirsi con la famiglia a Gournay nel 1586. Poco preoccupata delle attitudini intellettuali di sua figlia, educò Marie secondo le «norme della buona educazione femminile» della nobiltà dell'epoca. Marie, non essendone soddisfatta, imparò il latino ed il greco confrontando i testi originali con le traduzioni.

## Marie e Montaigne
Fu verso l'età di 18 anni che scoprì la prima edizione dei Saggi di Montaigne, subendone il trasporto. Da quel momento non ebbe altro sogno che d'incontrare quell'uomo.

Cinque anni dopo, nel 1588, durante un viaggio a Parigi con sua madre, fece pervenire a Montaigne un biglietto in cui esternava il suo ardente desiderio d'incontrarlo. Si videro l'indomani stesso. Lei aveva 23 anni e lui 55. Nei mesi seguenti, Montaigne soggiornò qualche settimana al castello di Gournay. Ebbero forse una relazione; lo si suppone a partire da alcune cose scritte da Montaigne al suo riguardo: «L'amo molto più che come un padre», «Al mondo per me non conta nessun altro che lei», parla del suo affetto «più che sovrabbondante», del «modo veemente in cui ella m'ama e mi desidera da tanto tempo» e vanta le sue doti intellettuali come una promessa. Egli assegnò il titolo fille d'alliance al capitolo XVII del libro II dei Saggi. Marie non ebbe più l'occasione di rivederlo dopo quell'incontro, ma intrattenne con lui una regolare corrispondenza. Sua madre morì nel 1591.

Marie prese dimora a Parigi, lasciando il castello a suo fratello Charles. Montaigne morì nel 1592. Ella venne a saperlo solo 15 mesi dopo. La famiglia Montaigne le fece pervenire una copia dei Saggi del 1588, con annotazioni, pregandola di incaricarsi della pubblicazione. Marie si mise subito al lavoro, e ne venne fuori la prima edizione postuma dei Saggi, con una lunga prefazione nella quale lei difendeva le idee di Montaigne. Soggiornò in seguito quindici mesi a Montaigne, presso Madame Montaigne e sua figlia Léonor, la sua sœur d'alliance.

## La vita e l'opera
Marie andò incontro a serie difficoltà finanziarie; suo fratello Charles fu costretto a vendere le proprietà di famiglia, Gournay in particolare nel 1608. Lei visse a Parigi, interessandosi di questioni politiche e sociali, e frequentando Henri Louis Habert de Montmor. Juste Lipse, celebre erudito, la presentò a tutta Europa come una letterata. Ma, a quell'epoca, era ben difficile per una donna far valere il suo diritto di «pensare». Cercò pertanto di costruirsi una rete di mecenati, offrendo la sua penna alla regina Margherita, ad Enrico IV di Francia, a Maria de' Medici, a Luigi XIII, alla marchesa di Guercheville, ai ministri Villeroy e Jeannin, a Richelieu... In tal modo, riuscì ad avere la possibilità di pubblicare le sue opere. Richelieu le offrì una piccola pensione reale.

Tuttavia, ella venne calunniata senza sosta, sia personalmente sia per la sua opera.

Visse e pensò da femminista.

Nel 1622 pubblicò Égalité entre les hommes e nel 1626 Les femmes et Grief des Dames, nel quale auspica l'uguaglianza tra i sessi.

Marie rimase nubile, badando da sola a tutti i suoi bisogni.

Cattolica, ostile ai protestanti ma vicina a dei libertini come Théophile de Viau, Gabriel Naudé, François de La Mothe Le Vayer – al quale lascerà la sua biblioteca, che aveva ereditato da Montaigne (che l'aveva a sua volta ereditata da La Boëtie).

Tradusse anche Sallustio, Ovidio, Virgilio, Tacito, scrisse versi sui suoi gatti, su Léonore e su Giovanna d'Arco, nonché sull'istruzione dei prìncipi.

Un lavoro notevole fece anche sui Saggi di Montaigne, traducendo le citazioni latine, specificando i riferimenti, e mettendo a punto il testo, anche con note a margine.

Morì a Parigi il 13 luglio 1645 all'età di 79 anni, e venne sepolta nella chiesa di Saint-Eustache.

## Pubblicazioni
- prima del 1588: un sonetto ed un'ode nel Regrets funèbres sur la mort d'Aymée. In Opere di Pierre de Brach (Le Tombeau d'Aymée)
- 1594: Proumenoir de Monsieur de Montaigne
- 1595: Prefazione ai Saggi di Michel, signore di Montaigne
- 1595: omaggio in prosa a Jean de Sponde, in Response du Feu Sieur de Sponde...
- 1598: Prefazione ai Saggi di Michel, signore di Montaigne
- 1608: Saluto di benvenuto al duca d'Anjou
- 1610: Adieu de l'Ame du Roy de France et de Navarre Henry le Grand, avec la Defence des Peres Jesuites
- 1619: Traduzioni di Virgilio, Tacito, Sallustio
- 1620: Eschantillons de Virgile
- 1620: due poemi in Les Muses en deuil
- 1621: Traduzioni. Partie du Quatriesme de l'Eneide, avec une oraison de Tacite, et une de Saluste
- 1622: Egalité des Hommes et des Femmes
- 1624: Ringraziamento, al re
- 1626: L'ombre de la Damoiselle de Gournay – œuvre composée de mélanges – L'homme est l'ombre d'un songe & son œuvre est son ombre qui comprend
- 1628: tre poesie, in Recueil de plusieurs inscriptions proposées pour remplir les Tables d'attente estans sous les statues du Roy Charles VII et de la Pucelle d'Orléans...
- 1634: Les Advis, ou les Presens de la Demoiselle de Gournay (ajoute à L'Ombre: Discours sur ce livre à Sophrosine, Oraison du Roy à S. Louys durant le siège de Rhé, Premiere delivrance de Casal, De la temerité et la traduction du VIe livre de l'Énéide).
- 1635: una poesia, in Le Sacrifice des Muses
- 1635: una poesia, in Le Parnasse royal
- 1641: riedizione degli Advis
- 1642: due epigrammi, in le Jardin des Muses
- 1644: un epigramma, in l'Approbation du Parnasse qui précède Les Chevilles de Me Adam Menuisier de Nevers